# Ikemen
Ikemen (イケメン?) es un término japonés que surgió a mediados de la década de 2000, utilizado para denominar a hombres metrosexuales, es decir, de apariencia desbordante o sublime. El término ikemen deriva de las palabras japonesas ikeru, iketeru y menzu. Ikeru e iketeru significan "genial", "bueno" y "excitante", mientras que menzu es un pseudoanglicismo de la palabra inglesa "men", que se traduce como hombre. Ikemen es mayormente utilizado para referirse a hombres atractivos presentes en la cultura pop japonesa.

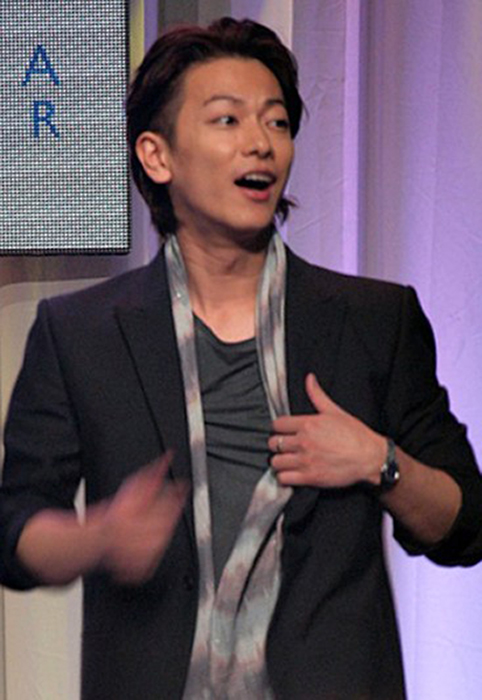
El actor y cantante Takeru Satō, considerado por muchos como un ikemen.

Los Ikemen se caracterizan por ser individuos vestidos de manera elegante y a la moda, con rasgos finos, ojos sesgados e inteligentes, muñecas y dedos delgados, constitución viril, aspecto sereno, piel pálida y una "aura misteriosa" a su alrededor.

## Origen
Se cree que el concepto general de ikemen puede haber surgido de una transformación estilizada de la estética wakashū, en la que un noble se asemejaba a un niño en las obras kabuki durante el período Edo.

## En la cultura popular
El concepto de ikemen ha sido desarrollado en varias series de drama japonesas y coreanas, tales como Gyeoul Yeonga, Cheongugui gyedan y Ikemen Desu Ne. A diferencia de los hombres en la cultura estadounidense que destacan debido a sus atributos físicos y/o personales, la popularidad de los ikemen se enfoca en las cualidades "femeninas" que equilibran a las masculinas de un hombre apuesto. Los ikemen en los dramas coreanos y japoneses son representados como individuos pacientes, amables y dispuestos a autosacrificarse por la persona que aman, al mismo tiempo que pueden expresar una amplia gama de emociones humanas. Estos rasgos son vistos como deseables, puesto que la cultura japonesa considera que las figuras inteligentes y egocéntricas son intimidantes y atractivas a la vez.
Los personajes ikemen también son frecuentemente presentados en series de anime y manga, especialmente en simuladores de citas y novelas visuales para mujeres de género otome y yaoi. En novelas visuales como Hakuōki y el manga Hanazakari no Kimitachi, los hombres son retratados como individuos misteriosos, fuertes y apasionados, que muchas veces tienen una gran cantidad de admiradoras.
El luchador profesional Jirō Kuroshio es conocido por interpretar a un personaje ikemen en el ring, lo cual se refleja en su atuendo, cabello, estilo de lucha y gestos. También adoptó "Ikemen" como su nombre artístico.